# Fakulteta za gradbeništvo in geodezijo v Ljubljani
Fakulteta za gradbeništvo in geodezijo (kratica UL FGG) je fakulteta, ki je članica Univerze v Ljubljani.

## Organizacija
- Oddelek za okoljsko gradbeništvo

- Katedra za splošno hidrotehniko
- Katedra za mehaniko tekočin z laboratorijem
- Inštitut za zdravstveno hidrotehniko

- Oddelek za gradbeništvo

- Katedra za mehaniko
- Inštitut za konstrukcije in potresno inženirstvo
- Katedra za gradbeno informatiko
- Katedra za masivne in lesene konstrukcije
- Katedra za stavbe in konstrukcijske elemente
- Katedra za metalne konstrukcije
- Katedra za geotehniko z laboratorijem
- Katedra za operativno gradbeništvo
- Katedra za preskušanje materialov in konstrukcij
- Institut za komunalno gospodarstvo
- Prometno tehniški institut
- Katedra za matematiko in fiziko

- Oddelek za geodezijo

- Katedra za geodezijo
- Katedra za kartografijo, fotogrametrijo in daljinsko zaznavanje
- Katedra za matematično in fizikalno geodezijo ter navigacijo
- Katedra za geoinformatiko in katastre nepremičnin
- Katedra za prostorsko planiranje
- Katedra za inženirsko geodezijo